# Dekanat Orneta
Dekanat Orneta – jeden z 21 dekanatów w rzymskokatolickiej archidiecezji warmińskiej.

## Parafie
W skład dekanatu wchodzi 22 parafii:
- parafia św. Mikołaja Biskupa – Bażyny
- parafia św. Marii Magdaleny – Bieniewo
- parafia Podwyższenia Krzyża Świętego – Chwalęcin
- parafia św. Jana Apostoła i Ewangelisty – Długobór
- parafia św. Marcina z Tours – Ełdyty Wielkie
- parafia św. Katarzyny Aleksandryjskiej – Henrykowo
- parafia Nawiedzenia Najświętszej Maryi Panny – Krosno
- parafia św. Jana Chrzciciela – Lechowo
- parafia św. Katarzyny Aleksandryjskiej – Lubomino
- parafia św. Mikołaja Biskupa – Łajsy
- parafia Podwyższenia Krzyża Świętego – Miłakowo
- parafia św. Wawrzyńca – Mingajny
- parafia Podwyższenia Krzyża Świętego – Opin
- parafia św. Jana Chrzciciela – Orneta
- parafia św. Jakuba Starszego – Osetnik
- parafia Świętych Apostołów Piotra i Pawła – Pieniężno
- parafia św. Bartłomieja Apostoła – Piotraszewo
- parafia św. Jana Chrzciciela – Piotrowiec
- parafia św. Antoniego – Radziejewo
- parafia św. Małgorzaty – Rogiedle
- parafia św. Andrzeja Apostoła – Wapnik
- parafia św. Jana Chrzciciela – Wilczkowo

## Historia
Do 15 września 2022 roku w skład dekanatu wchodziło 9 parafii:
- parafia św. Mikołaja Biskupa – Bażyny
- parafia św. Marii Magdaleny – Bieniewo
- parafia Podwyższenia Krzyża Świętego – Chwalęcin
- parafia Nawiedzenia Najświętszej Maryi Panny i św. Józefa – Krosno
- parafia św. Katarzyny Aleksandryjskiej – Lubomino
- parafia Podwyższenia Krzyża Świętego – Miłakowo
- parafia Podwyższenia Krzyża Świętego – Opin
- parafia św. Jana Chrzciciela – Orneta
- parafia św. Jakuba Starszego – Osetnik
- parafia św. Bartłomieja Apostoła – Piotraszewo
- parafia św. Andrzeja Apostoła – Wapnik

## Sąsiednie dekanaty
Dobre Miasto, Górowo Iławeckie, Lidzbark Warmiński,Łukta, Morąg (diec. elbląska), Pasłęk I (diec. elbląska),